# Charte de Cortenbergh
La charte de Cortenbergh (en néerlandais : Charter van Kortenberg), qui garantit les droits de la ville, est signée le 27 septembre 1312, à Cortenbergh, dans la grande salle de l'abbaye des Bénédictins de Cortenbergh, aujourd'hui disparue, par le duc Jean II de Brabant, quelques semaines avant sa mort, ainsi que quelques nobles. Son intérêt historique est de plus s'apparenter à une constitution adressée à tout le Brabant qu'à un catalogue de privilèges accordés à Cortenbergh, et d'être un des premiers actes de l'Europe féodale à limiter le pouvoir des princes. Elle est considérée comme l'équivalent de la Magna Carta dans le duché de Brabant.

## Contexte historique
Bien que possédant de nombreux domaines, les ducs de Brabant étaient criblés de dettes, en raison de leurs nombreuses expéditions guerrières et du faste de leur cour. Ils avaient bien tenté d'aliéner certains de leurs domaines et d'engager leurs revenus. Mais les dettes restaient lourdes, et souvent impayées. Les créanciers étrangers, principalement anglais et italiens, pour rentrer dans leurs fonds, s'emparaient régulièrement des biens (laines et draps) des marchands brabançons.
Pour y remédier, les seigneurs, abbés et patriciens brabançons payèrent à plusieurs reprises les dettes de leurs ducs. Ils obtinrent en retour des actes écrits qui protégeaient les sujets du duché contre les abus des ducs ou de leurs agents et accordaient aux classes privilégiées une participation au gouvernement ducal. En ce sens, la charte — et d'autres après elle — peut aussi être lue comme un épisode de l'histoire du rapport de force entre l'autorité publique et le secteur privé.

## Charte
Trois originaux sont connus mais seuls deux d'entre eux nous sont parvenus : l'un est conservé aux archives de la ville d'Anvers ; l'autre, moins complet et détérioré, aux archives de la ville de Louvain. Le troisième original connu, remis au magistrat de Bruxelles, a été détruit, vraisemblablement en 1695, lors de l'incendie et du bombardement du dépôt.

## Contenu
L'acte compte neuf articles : les trois premiers concèdent des privilèges ; les six autres instaurent un conseil. L'article 2 reconnaît le Jus de non evocando
Il conférait, entre autres, une justice libre aux citoyens brabançons et abolissait certaines de leurs obligations. Ces concessions furent étendues en 1314 par la « Charte flamande » et la « Charte wallonne », concédées par Jean III de Brabant, fils et successeur du précédent.
Il prévoyait la création d'un conseil permanent : le « Conseil de Cortenbergh » (également orthographié « Conseil de Cortenberg », « Conseil de Cortenberghe » ou « Conseil de Kortenberg »). Chargé de surveiller l'administration ducale, notamment d'enquêter sur les abus des fonctionnaires, il devait se composer de quatorze membres, à savoir quatre nobles et dix délégués des villes : trois de Louvain et de Bruxelles, un d'Anvers, de Bois-le-Duc, de Tirlemont et de Léau. La nature de ce conseil est débattue : peut-être n'était-il, à l'origine, qu'un conseil de régence, Jean III étant mineur. La date de l'installation effective de ce conseil est également discutée : peut-être n'est-elle intervenue qu'en 1332. Son activité varia. Ce serait le premier exemple, en Europe, d'un conseil représentatif permanent doté de compétences effectives. Il ne disparaîtra qu'en 1376.
Il s'achève par une formule corroborative reconnaissant le droit des sujets de refuser tout service au duc qui en violerait les articles de la charte.

## Signataires de la charte
- Gérard, comte de Juliers
- Renaud, seigneur de Faucquemont et de Montjoie
- Florent Berthout, seigneur de Malines
- Gérard, seigneur de Diest, vicomte d'Anvers
- Rase, seigneur de Liedekerke et de Breda
- Gérard, seigneur de Horne
- Arnoud, seigneur de Wesemale, sénéchal de Brabant
- Arnoud de Wesemale, seigneur de Berghen
- Henri de Louvain
- Philippe (nl), comte de Vianden
- Philippe, seigneur de Rumst
- Wauthier, seigneur de Edenghen
- Henri, seigneur de Duffel et de Geel
- Gosvin, chevalier et seigneur de Godsenhoven
- Philippe de Liedekerke, seigneur de Hulvenhout
- Jean Berthout (dit de Berlaer), seigneur de Keerbergen
- Guillaume, seigneur de Cranendonck
- Henri Camerline, seigneur de Hervelé
- Jean, seigneur de Sombreffe
- Gérard de Quakebeke et Godefroid, son frère
- Daniel de Bochout
- Gérard, seigneur de Herlaer
- Rase van Grave
- Jean Meeuwe, seigneur de Wavre et de Dongelberg
- Arnoud van Hellebeke
- Arnoud Lombard van Ysche
- Guillaume van Bonler
- Robert van Chore
- Gherlac van den Bossche
- Henri van Meldert
- Jean van Ophem
- Jacques van Genetines
- Jean, seigneur d'Augimont et de Walhem
- Gérard, seigneur de Ghete
- Louis de Lumele, gouverneur de la Hesbaye, seigneur de Chaumont
- Guillaume, seigneur de Rotslaer
- Alard van Reviere
- Robert van Asche
- Gérard van der Aa
- les villes de Louvain, Bruxelles, Anvers, Bois-le-Duc, Tirlemont et Léau.

## Bénéficiaires
La question de savoir si la charte s'appliquait à l'ensemble du duché de Brabant est débattue.
Il est admis que Nivelles n'a pas participé à l'élaboration de la charte et n'a pas bénéficié, jusqu'en 1332 environ, des avantages que la charte accordait, bien qu'elle ait été invitée à sceller la charte.
Rédigée en flamand, elle ne fut traduite en wallon qu'en 1372 au plus tôt.
La charte a été confirmée deux fois : la première en 1322 par le duc Jean III ; la seconde en 1372 par le duc consort Venceslas après sa défaite à la bataille de Baesweiler.
Elle a été modifiée le 17 août 1332 notamment afin que Nivelles accède au conseil avec un représentant, et qu'Anvers y délègue un second représentant.

## Texte de la charte
Traduction en français de l'original en flamand conservé aux archives de la ville d'Anvers (d'après l'archiviste Frédéric Verachter) :
Le mercredi avant le jour de saint Bavon (27 septembre) 1312. Jean (II), duc de Lothier, de Brabant et de Limbourg, déclare par la présente charte (nommée par la suite la charte de Cortenbergh), qu'à l'avenir le pays ne sera plus imposé si ce n'est en cas de chevalerie, de mariage ou de captivité de sa personne ou de ses enfants ; qu'il sera rendu justice à un chacun selon ses droits ; qu'on prendra conseil des personnes à élire de la manière énoncée plus bas ; qu'il maintiendra dans les villes franches leurs privilèges, libertés et droits ; qu'il sera établi un conseil qui sera composé de quatre chevaliers à prendre parmi les plus notables et les meilleurs, qu'on trouvera dans le pays. Que trois envoyés de Louvain, trois de Bruxelles, un d'Anvers, un de Bois-le-Duc, un de Tirlemont et un de Léau, élus à cet effet, se rendront de trois en trois semaines à Cortenbergh, pour y assister aux séances dans lesquelles ils délibéreront et statueront, à quelle fin il leur donne plein pouvoir ; que leurs décisions seront respectées, et qu'il veut que tout ce qui sera prononcé par eux, soit observé, etc. Pour plus de garantie etc., le duc appelle à sceller avec lui la présente charte, savoir : Gérard, comte de Juliers ; Renaud, seigneur de Faucquemont et de Montjoie ; Florent Berthout, seigneur de Malines ; Gérard, seigneur de Diest, vicomte d'Anvers ; Rase, seigneur de Liedekerke et de Bréda ; Gérard, seigneur de Horne ; Arnoud, seigneur de Wesemale, sénéchal de Brabant ; Arnoud de Wesemale, seigneur de Berghen ; Henri de Louvain ; Philippe, comte de Vianen ; Philippe, seigneur de Rumst ; Wauthier, seigneur de Edenghen ; Henri, seigneur de Duffele et de Ghele ; Gosvin, seigneur de Godsenhoven ; Philippe de Liedekerke, seigneur de Hulvenhout ; Jean Berthout dit de Berlaer, seigneur de Keerberghe; Guillaume, seigneur de Cranendone ; Henri Camerlinc, seigneur de Heverlé ; Jean, seigneur de Sombreffe ; Gérard de Quakebeke et Godefroid, son frère ; Daniel de Bochout, chevaliers ; Gérard, seigneur de Herlaer ; Rase van Grave, chevaliers ; Jean Nieuwe, seigneur de Wavere et de Dongelberghe ; Arnoud van Hellebeke ; Arnoud Lombard van Ysche ; Guillaume van Bonler ; Robert van Chore ; Gherlac van den Bossche ; Henri van Meldert ; Jean van Ophem ; Jacques van Genetines, chevaliers ; Jean, seigneur de Augimont et de Walhem ; Gérard, seigneur de Ghete ; Louis de Lumele, gouverneur de Hasbaie, seigneur de Chaumont ; Guillaume, seigneur de Rotslaer ; Alard van Reviere ; Robert van Asche ; Gérard van der Aa, et les villes de Louvain, Bruxelles, Anvers, Bois-le-Due, Tirlemont et Léau.
Le texte de le charte[réf. nécessaire], adapté à la langue contemporaine et résumée, donnerait ceci :
Nous, Jean II, duc de Brabant, convenons :
1. qu'il ne soit pas levé d'impôts ou de taxes extraordinaires, à l'exception des trois évènements suivants :
  -  à l'adoubement de mon fils,
  -  au mariage de ma fille,
  -  et si je suis retenu prisonnier.

Le montant de ces taxes doit être raisonnable.
2. qu'il soit établi une juridiction honorable pour les riches et les pauvres.
3. que les libertés de nos bonnes villes soient reconnues.
4. qu'il soit établi un conseil qui sera composé de :
  - quatre chevaliers ou nobles,
  - dix représentants des cinq cités :
    - trois de Louvain,
    - trois de Bruxelles,
    - un d'Anvers,
    - un de Bois-le-Duc,
    - un de Tirlemont,
    - un de Léau.
5. que ce conseil soit autorisé à se réunir à Cortenbergh dans l'abbaye. Il se réunira toutes les trois semaines pour vérifier que les prérogatives financières, judiciaires et municipales soient respectées.
6. que le conseil puisse proposer des améliorations dans l'administration du duché.
7. qu'à la mort d'un des membres du conseil, un nouveau membre soit désigné.
8. que les membres du conseil prêtent le serment sur les Évangiles selon lequel ils n'agiront que dans l'intérêt du peuple.
9. que le peuple est autorisé à se révolter dans le cas où le duc ou ses descendants n'observent pas la Charte.

## Application
Le conseil de Cortenbergh, précurseur des Assemblées des états généraux (le premier état étant le clergé, le second la noblesse et le troisième les municipalités) se rassemblèrent périodiquement à l'abbaye de Cortenbergh ou ailleurs. Le sceau qui scellait les documents du conseil représentaient un arbre sur une petite colline et portait l'inscription : « SIGILUM COMMUNE : CONSILII DE CORTENBERGHE ».
La première crise eut lieu en 1313, avec l'avènement de Jean III de Brabant, mineur. Ses conseillers ne respectèrent pas les termes de la charte, mais, à la première demande d'impôts, la noblesse et la bourgeoisie obtinrent l'application de la Charte et la mise des finances ducales sous curatelle en échange du règlement de la dette.
À partir de 1332, le conseil s'augmenta de deux membres supplémentaires, un pour Anvers qui obtenait un second représentant et l'autre pour Nivelles.
Le Duc Jean III mourut en 1355 et, le duché menaçant d'être divisé entre ses trois filles, le conseil élabora un nouveau document, la Joyeuse Entrée, que validèrent la fille aînée du duc, Jeanne de Brabant, et son mari Venceslas Ier de Luxembourg. Ce document reprenait les termes de la charte de Cortenbergh et garantissait l'unicité du duché. Il servit de base au droit public brabançon jusqu'au XVIIIe siècle. Le seigneur du comté de Flandre voisin, Louis II de Flandre, réclama pourtant le démembrement du duché, ce qui déclencha la guerre de succession du Brabant (15 juin 1356 – 4 juin 1357), au cours de laquelle s’illustra le célèbre héros bruxellois Éverard t'Serclaes.